# Остання індульгенція
«Остання індульгенція» (латис. Pēdējā indulgence) — радянський художній фільм режисера Ади Неретнієце. Знятий на Ризькій кіностудії у 1985 році.

## Сюжет
До директорки магазину Ерни Зале з діловою пропозицією звернувся керівник взуттєвої фабрики, який налагодив на своєму підприємстві випуск неврахованих кросівок. За кожну реалізовану пару їй була обіцяна чверть виручених грошей. Взуття поставлялося по фальшивій накладній, яка в разі перевірки мала бути обміняна на справжню.
Про таємні махінації випадково дізнається продавчиня Ольга, яку, щоб уникнути подальших неприємностей, Ерна Зале вирішує прибрати руками свого помічника по темному бізнесу, Еріка Лубена. Він викрадає вантажівку свого колеги і робить наїзд на Ольгу в темному провулку, куди її викликали підкинутим листом.
Ольгу, що вижила після замаху, доставили в лікарню. Міліція, яка давно спостерігала за підозрілим магазином, вийшла на слід передбачуваних злочинців. По черзі були заарештовані всі причетні до справи. Зале намагалася перекласти свою провину на Лубена, але досвідчені слідчі крок за кроком відновили весь ланцюжок подій, що відбулися.

## У ролях
- Вія Артмане —  Ерна Зале, директорка магазину
- Тетяна Поппе —  Ольга Зієдкалне, продавчиня
- Яніс Заріньш —  майор міліції Розніекс
- Андріс Лієлайс —  лейтенант міліції Стабіньш
- Гірт Яковлєв —  капітан міліції Ваболс
- Карліс Зушманіс —  Ерік Лубен
- Ольгерт Дункерс —  Петро Петрович
- Володимир Петров —  Сергій Вершинін
- Лелде Вікмане —  Ірена Канцане
- Ольга Барішман —  Байба, дочка Ольги

## Знімальна група
- Автори сценарію:  Кирило Рапопорт, Мієрміліс Стейга, Наталія Гладкова
- Режисер-постановник: Ада Неретнієце
- Оператор-постановник: Харій Кукелс
- Композитор: Іварс Вігнерс
- Художник-постановник: Інара Антоне
- Звукооператор:  Гліб Коротєєв